# Páll Melsted (1812-1910)
 Der er flere personer med dette navn, se Páll Melsted.
Páll Melsted (født 13. november 1812 på Möðruvellir, død 9. februar 1910 i Reykjavik) var en islandsk embedsmand og politiker. 

## Karriere
Han var søn af Páll Melsted. Han blev 1834 student fra Bessastaðir, studerede derefter jura ved Københavns Universitet uden afsluttende eksamen og vendte 1840 tilbage i Island, privatiserede i Island i nogle år, var 1845, 1847 og 1849 sekretær hos den kgl. kommissarius ved Altinget, 1845-46 og 1848-49 konstitueret sysselmand i Arnes Syssel, var 1846-48 regnskabsfører og tilsynsmand ved Stiftsbogtrykkeriet i Reykjavik og 1849-55 konstitueret sysselmand i Snæfellsnes Syssel, en tid tillige i Myra Syssel.
Melsted drog 1855 på ny til Danmark og blev 1857 exam. jur. og dernæst 1858-62 konstitueret sysselmand i Gullbringe og Kjosar Sysler, derefter en årrække konstitueret prokurator ved Landsoverretten i Reykjavik samt timelærer i historie ved den lærde skole i samme by.
Melsted var 1859 og 1861 medlem af Altinget og oprettede 1874 sammen med sin 2. hustru Islands første kvindeskole i Reykjavik. Han var også historisk forfatter.

## Ægteskaber
Han blev gift 1. gang 30. december 1840 med Jórunn Isleifsdóttir (14. maj 1816 - 21. august 1858 i Reykjavik), datter af Isleifur Einarsson og 2. gang 13. november 1859 med Thora Grimsdöttir (18. december 1823 i Skælskør - 21. april 1919 i Reykjavik), datter af amtmand over Islands Nord- og Østamt, etatsråd Grímur Jónsson og Birgitte Cecilie Breum.